# 猶太古史
猶太古史（拉丁文：Antiquitates Iudaicae；希腊文：Ἰουδαϊκὴ ἀρχαιολογία，Ioudaikē archaiologia）是一部20卷的史学著作，由犹太历史学家弗拉维奥·约瑟夫斯在罗马皇帝图密善统治的第13年，即公元93年或94年左右，用希腊文写成的。在前十卷中，约瑟斯从亚当和夏娃的创世记开始，讲述了希伯来圣经中的历史典籍中的事件。后十卷中，延续了《圣经》之外的犹太民族的历史，直到公元前66年至73年的犹太战争，即第一次犹太-罗马战争。这部著作与约瑟夫的另一部重要著作《猶太戰史》一起，为希望了解公元1世纪犹太教和早期基督教时期的历史学家提供了宝贵的背景材料。

## 内容
在《猶太古史》的序言中，约瑟夫提供了他创作这样一部大型作品的动机。他写道。
现在，我已经承担了目前的工作，因为我认为它将显示出所有希腊人值得他们的研究；因为它将包含我们所有的古籍，和我们政府的宪法，因为从希伯来语经文中解释出来的宪法。
学者路易斯·费尔德曼强调了约瑟夫时代流传的几个关于犹太人的误解。特别是，犹太人被认为缺乏伟大的历史人物和可信的历史。他们还被指责对非犹太人怀有敌意，并被认为普遍缺乏忠诚、尊重权威和仁慈。随着这些对犹太人的严厉指责在罗马帝国的上空飘荡，约瑟夫斯（原名约瑟夫-本-马提亚斯）开始提供一个希腊化的犹太历史版本。这样的作品通常被称为"通融书"（apologia），因为它向更多的听众申辩一个群体或一套信仰的情况。
为了达到这个目的，约瑟斯在犹太人的叙述中省略了某些记述，甚至在他的作品中加入了希腊化的 "釉色"。例如，摩西和以色列人民在红海获救后所唱的 "海之歌"，在约瑟夫的文字中完全被省略了。然而，他确实提到，摩西用六音节律谱写了一首献给上帝的歌，这对一个古希伯来人来说是相当不寻常的（和希腊语）节律方案。约瑟夫还写道，亚伯拉罕向埃及人传授科学，而埃及人反过来又向希腊人传授科学，摩西建立了一个元老级的祭司贵族，像罗马一样抵制君主制。因此，为了使犹太历史更容易为他的希腊罗马观众所接受，《圣经》故事中的伟大人物被当作理想的哲学家领袖来呈现。
另一个例子是，显然是出于对异教反犹太主义的担忧，约瑟夫从他对西奈山以色列人的记述中省略了金牛犊的整个情节。有人认为，他担心圣经中的记载会被亚历山大的反犹主义者利用，为他们关于犹太人在圣殿中崇拜驴头的指控提供证据（参看《亚比安书》2:80，114，120；塔西佗，《历史》5:4）。
约瑟斯的《猶太古史》是关于城际时代的历史和犹太人反罗马战争的重要资料。约瑟夫还在《猶太古史》的附录中加入了关于其个人生活的简短记述《维塔》，作为《猶太古史》的附录。《猶太古史》中包含了很多有价值的、有时是独特的史料。比如说，这适用于希腊诸国、帕提亚、亚美尼亚、纳巴提亚王国的历史。罗马权力，到罗马征服西亚各邦的历史。无独有偶，在中世纪和近代，约瑟夫斯的这部著作被认为是古罗马史上最重要的资料来源之一，与提图斯-利维乌斯、塔西图斯、苏埃托尼乌斯的著作一起被认为是古罗马史上最重要的资料来源，而四至五世纪最博学的基督教作家之一杰罗姆称约瑟夫斯-弗拉维乌斯为 "希腊人的提图斯-利维乌斯"，这并非偶然。
这部作品的现存副本，都来自于基督教的来源，其中有两段关于耶稣的经文是有争议的。长篇的那一段被称为 "弗拉维乌斯证言"。如果是真的，它是早期的圣经外的耶稣的记录，因此有时被引用为耶稣的历史存在的独立证据。

## 文本
《猶太古史》第11-20册的最早的希腊文手稿可追溯到11世纪，《安布罗西亚斯书》370（F128）；保存在米兰的安布罗西亚书馆（Biblioteca Ambrosiana）。然而，手稿的传统很复杂，很多手稿都不完整。
约瑟夫-弗拉维乌斯的作品在古代晚期流行。杰罗姆或他的同时代的提兰尼乌斯-鲁菲努斯将《猶太古史》译成拉丁文。在中世纪的欧洲，《猶太古史》流传很广，主要是拉丁文译本。
10世纪初，约瑟夫-弗拉维乌斯的这部作品在西米翁大帝时期的普雷斯拉夫文学院被翻译成旧保加利亚语。
9-10世纪时，意大利出现了用希伯来语写成的所谓《约西邦》。它描述了从巴别塔的建造到公元70年罗马人攻占耶路撒冷为止的世界历史和犹太人的历史事件。约西邦获得的知名度不亚于《猶太古史》。随着印刷术的出现，它的出版时间甚至比约瑟夫-弗拉维乌斯的这部重要作品还要早---1476年。

## 翻译
1602年，托马斯-洛奇出版了《猶太古史》和《战争》的英译本，共800多页。
1544年，希腊文《猶太古史》的第一版印刷版出现在1544年。随后又出版了其他出版物----1611年和1634年（科隆）、1687年（牛津）、1691年（莱比锡）、1700年（牛津）、1726年（莱顿）等。早在十五至十六世纪，《猶太古史》就被翻译成法文、意大利文、德文和西班牙文。该书以现代语言和拉丁语两种语言出版。1781年，《猶太古史》的第一个俄文译本出现了。
这部作品最著名的译本之一是1737年由威廉-惠斯顿提供的，此后一直在不断印刷，不过，Loeb古典图书馆有一部由亨利-圣约翰-萨克雷和拉尔夫-马库斯的较新译本，通常是学术界的首选。《约瑟夫作品集》和《圣经》广泛交叉引用。